# Cristina Nord

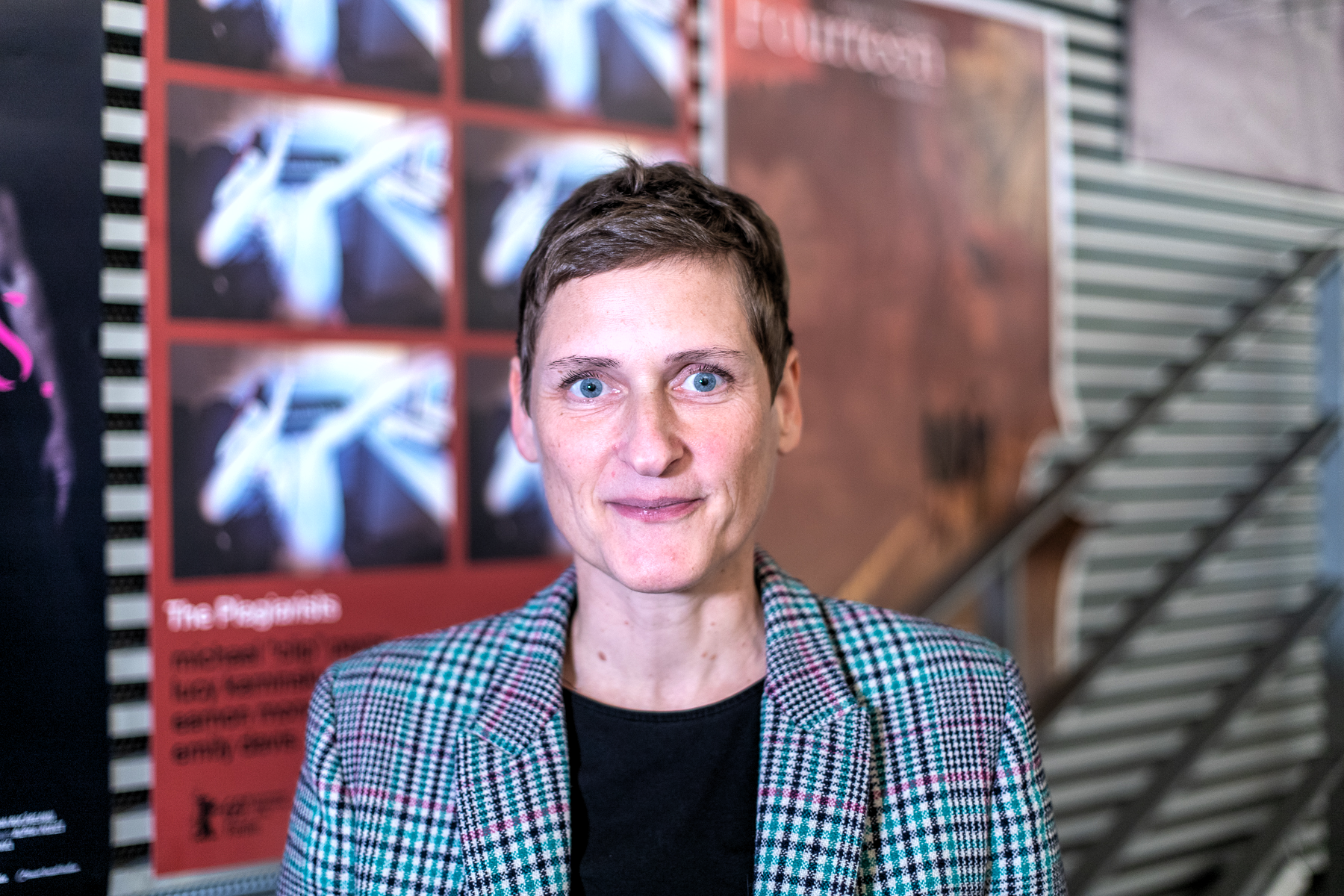
Cristina Nord (2019)

Cristina Nord (* 1968 in Korbach) ist eine deutsche Journalistin, Redakteurin und Kuratorin. Seit August 2019 leitet sie das Internationale Forum des Jungen Films, eine unabhängige Sektion der Berlinale, auch bekannt als Berlinale Forum. Für ihre Filmkritiken erhielt sie mehrere Preise.

## Leben
Cristina Nord studierte in Berlin und San José (Costa Rica) Allgemeine und Vergleichende Literaturwissenschaft sowie Lateinamerikanistik. Für den WDR hat sie die Filmtips zu Ang Lees Brokeback Mountain und Christian Petzolds Yella realisiert.
Von 2002 bis 2015 arbeitete sie als Filmredakteurin für das Kulturressort der taz. die tageszeitung. Sie lehrte zur selben Zeit Filmkritik an der Freien Universität Berlin. Außerdem schreibt sie für die Filmzeitschrift Cargo, den Standard und die Literaturzeitschrift kolik. Sie hat verschiedene Artikel und Aufsätze zu den Themen Queer Cinema und Nouvelle Vague Allemande veröffentlicht. 2015 erschien True Blood, ein Buch zur gleichnamigen US-amerikanischen Vampirserie im diaphanes Verlag.
In den Jahren 2012 und 2013 war sie Mitglied der Auswahlkommission des Dokumentarfilmfestivals Duisburger Filmwoche. 2014 kuratierte sie das Filmprogramm zu den Thementagen Krieg erzählen im Haus der Kulturen der Welt.
Seit 2015 war sie mehrere Jahre für das Goethe-Institut in Brüssel als Leiterin für die Programmarbeit mit Schwerpunkt Südwesteuropa. Dort organisierte sie unter anderem die Veranstaltung German Film Festivals on Tour.
Vom August 2019 bis zur 73. Berlinale 2023 leitete sie das Forum der Berlinale, das vom Arsenal – Institut für Film und Videokunst e. V. als unabhängiges Programm im Rahmen der Berlinale veranstaltet wird. Im Juli 2023 kehrte sie nach einem vierjährigen Sonderurlaub in ihre Tätigkeit beim Goethe-Institut zurück und übernahm die Leitung des Instituts in Nairobi.

## Publikationen
- True Blood. diaphanes Verlag, Zürich und Berlin 2015. ISBN 978-3-037-34484-2

## Preise
- 1987: Preisträgerin beim Jungen Literaturforum Hessen
- 2005: Preis der Visuellen Filmkritik, ausgelobt vom Berufsverband Kinematografie (BVK)
- 2013: Siegfried-Kracauer-Preis für die beste Filmkritik, verliehen von der MFG Filmförderung Baden-Württemberg und dem Verband der deutschen Filmkritik